# San José Shatic
San José Shatic är en ort i Mexiko.   Den ligger i kommunen Teopisca och delstaten Chiapas, i den sydöstra delen av landet, 800 km öster om huvudstaden Mexico City. San José Shatic ligger 1 843 meter över havet och antalet invånare är 309.
Terrängen runt San José Shatic är varierad. Runt San José Shatic är det ganska tätbefolkat, med 104 invånare per kvadratkilometer. Närmaste större samhälle är Teopisca, 3,8 km sydost om San José Shatic. I omgivningarna runt San José Shatic växer huvudsakligen savannskog.